# Armeomeck
Armeomeck, jedno od malenih Algonquian plemena ili podplemena koje je pripadala delawarskoj skupini Unami i živjela negdje u dolini rijeke Delaware (rijeka)Delaware. Swanton ih nema na popisu Unamija a spominje ih Amy C. Schutt i Sultzman kojega slijedi i Evan T. Pritchard u  'No Word for Time' . Podatke o njima i susjednim skupinama Sanhican, Matanackouses, etc. prikupio je Johan de Laet, direktor Nizozemske zapadnoaijske kompanije (GWC; Geoctroyeerde Westindische Compagnie).